# 이십공신회맹축 - 보사공신녹훈후
〈이십공신회맹축 - 보사공신녹훈후〉(二十功臣會盟軸 - 保社功臣錄勳後)은 대한민국 경기도 성남시 분당구 한국학중앙연구원에 있는 조선시대의 기록유산이다. 이 문서는 1680년(숙종 6년) 8월 30일 열린 왕실의 의식인 회맹제會盟祭를 기념하기 위해 1694년(숙종 20) 녹훈도감錄勳都監에서 제작한 왕실 문서다. 2007년 4월 20일 대한민국의 보물 제1513호로 지정되었다가 2021년 2월 18일에 대한민국의 국보 제335호로 승격되었다.

## 개요
이 문서는 1694년(숙종 20) 갑술환국으로 재집권한 서인이 1689년 (숙종 15) 기사환국에 파훈된 5명의 공신을 복훈한 것을 계기로 제작된 것이다. 1680년 경신환국 당시 열린 회맹축을 기록하고 있는데, 이 회맹축에는 왕실에서 나라에 큰 공을 세운 사람들에게 내린 이름인 공신功臣 중 개국공신부터 보사공신에 이르는 역대 20종의 공신이 된 인물들과 그 자손들이 참석해 국왕에게 충성을 맹세하였다.
이 문서에서는 1680년 회맹제 거행 당시의 회맹문과 보사공신을 비롯한 역대 공신들, 그 후손들을 포함해 총 489명의 명단을 기록한 회맹록, 종묘에 올리는 축문과 제문으로 구성되었으며, 축의 말미에 제작 사유와 제작 연대를 적었다.
이 회맹제에는 489명 중 412명만 참석했는데, 불참한 사람들의 명단도 서술하였다. 이 명단은 신병身病, 재상在喪, 발병廢病, 연유年幼, 변장재외邊將在外, 피적被謫 등 참여하지 못한 사유별로 명단을 수록하고 ‘康熙十九年 八月日’이라 썼다. 마지막으로 1694년 6월 20일의 '復勳時告宗廟祭祝文'에 이어 ‘康熙三十三年十月日’이라는 년기를 적고 좌편에 세필로 ‘己巳罷勳甲戌復勳’이라 쓴 후 그 위에 시명지보施命之寶라는 국새를 마지막으로 찍어 왕실 문서로서 완전한 형식을 갖추었다.
회맹제가 거행된 시기와 이 회맹축을 조성한 시기가 15년 정도의 차이가 나는 것은 숙종 재위(1674∼1720년) 중 일어난 여러 정치적 변동 때문이었다. 당시 남인과 더불어 정치 중심세력 중 하나였던 서인은 1680년 경신환국을 계기로 집권해 공신이 되었으나, 1689년(숙종 15) 기사환국으로 남인이 정권을 잡으면서 공신으로서 지위가 박탈되었다. 이후 서인은 1694년(숙종 20) 갑술환국으로 다시 집권하면서 공신 지위를 회복하였고 이때 1등~3등까지 김만기, 김석주, 이입신, 남두북, 정원로, 박빈의 총 6명에게 ‘보사공신’ 칭호가 내려졌다. 이번에 국보로 지정된 회맹축은 숙종 연간 보사공신이 있기까지 공신으로 녹훈錄勳과 삭훈削勳, 복훈復勳의 역사적 상황을 이해할 수 있는 중요한 실물자료이다.
왕실이나 충훈부에서 목적으로 최고의 재질로 거대하게 제작한 것으로 추정된다. 전문에 걸쳐 한자 한자에 정성들여 쓴 글씨와 선명한 주사란, 고급 재질, 장대한 크기 등 모든 면에서 조선후기 기록문화의 정수를 보여준다. 또한 현존하는 완전한 상태의 회맹축이 희소하다는 점에서 높은 가치를 지닌다.
조선 시대에는 공신회맹제가 있을 때마다 어람용 회맹축을 제작한 것으로 추정되지만, 1910년까지 문헌을 통해 전래가 확인된 회맹축은 3건에 불과하다. 1646년(인조 24년)과 1694년(숙종 20년) 제작된 회맹축, 1728년(영조 4년) 분무공신 녹훈 때의 회맹축이 그것이다. 이 중 영조 때 만들어진 이십공신회맹축의 실물은 지금까지 알려지지 않았고, 1646년에 제작된 〈이십공신회맹축 - 영국공신녹훈후〉는 국새가 날인되어 있지 않다. 따라서 어람용이자 형식상‧내용상 완전한 형태로 전래된 회맹축은 이 ‘이십공신회맹축-보사공신녹훈후’가 유일하다.
이 회맹축은 17세기 후반 숙종 대 경신환국, 기사환국, 갑술환국을 거치면서 서인과 남인의 정쟁으로 혼란스러웠던 정국을 수습하고 왕권을 강화하고자 당시 정치적 상황을 보여주는 사료로서도 역사‧학술 가치가 높을 뿐 아니라, 왕실유물 중 유례를 찾아볼 수 없을 정도로 압도적인 크기로 제작되어 조선 후기 왕실 공예품의 백미(白眉)로서 예술성 또한 우수하다는 점을 인정받아 2021년 2월 국보로 지정되었다.

## 같이 보기
- 경신환국
- 기사환국
- 갑술환국
- 〈이십공신회맹축 - 영국공신녹훈후〉

## 주해
1. ↑  회맹제란 임금이 공신들과 함께 천지신명에게 지내는 제사이다.
2. ↑  녹훈도감은 나라에 공적을 세운 인물들에게 공신의 칭호와 관련 문서 등을 내리기 위해 임시로 설치한 관청이다.
3. ↑  보사공신이란 1680년 4월 서인이 다시 집권한 경신환국 때 공을 세운 이들에게 내린 훈호였으나, 1689년에 지위가 박탈되었고 이후 1694년 갑술환국 이후 삭훈된 공신들을 복훈한 공신들을 의미한다.
4. ↑  20공신이란 개국공신(開國功臣, 1392), 정사공신(定社功臣, 1398), 좌명공신(佐命功臣, 1401), 정난공신(靖難功臣, 1453), 좌익공신(佐翼功臣, 1455), 적개공신(敵愾功臣, 1467), 익재공신(翊戴功臣, 1468), 좌리공신(佐理功臣, 1471), 정국공신(靖國功臣, 1506), 광국공신(光國功臣, 1590), 평난공신(平難功臣, 1590), 호성공신(扈聖功臣, 1604), 선무공신(宣武功臣, 1604), 청난공신(淸難功臣, 1604), 정사공신(靖社功臣, 1623), 진무공신(振武功臣, 1624), 소무공신(昭武功臣, 1627), 영사공신(寧社功臣, 1628), 영국공신(寧國功臣, 1644), 보사공신(保社功臣, 1680)을 의미한다.
5. ↑  회맹문이란 종묘사직에 고하는 제문을 말한다.

## 참고 자료
- 이십공신회맹축 - 보사공신녹훈후 - 국가유산청 국가유산포털
- 이 문서에는 문화재청에서 공공누리 제1유형으로 배포된 자료를 바탕으로 한 내용이 포함되어 있습니다.